# Italy (Texas)
Italy is een plaats (town) in de Amerikaanse staat Texas, en valt bestuurlijk gezien onder Ellis County.

## Demografie
Bij de volkstelling in 2000 werd het aantal inwoners vastgesteld op 1993.
In 2006 is het aantal inwoners door het United States Census Bureau geschat op 2108, een stijging van 115 (5,8%).

## Geografie
Volgens het United States Census Bureau beslaat de plaats een oppervlakte van
4,6 km², geheel bestaande uit land. Italy ligt op ongeveer 174 m boven zeeniveau.

## Plaatsen in de nabije omgeving
De onderstaande figuur toont nabijgelegen plaatsen in een straal van 20 km rond Italy.